# Гетеротаксия
Гетеротаксия, также называемая неопределённым положением внутренних органов или situs ambiguus — это редкая врождённая аномалия, когда расположение основных внутренних органов отличается как от нормального их положения (situs solitus), так и от их полного зеркального отображения (situs inversus).
В отличие от нормального положения внутренних органов и транспозиции внутренних органов гетеротаксия обычно сопряжена со сложными функциональными потенциально смертельными нарушениями.

## Анатомическое строение
Поскольку гетеротаксия включает в себя весь спектр возможных взаиморасположений внутренних органов и нарушения их симметрии, не существует единого описания всех случаев. Для удобства диагностирования все случаи обычно подразделяют на две группы:
Двусторонняя левосторонность (также называемая левый изомеризм, гетеротаксия с полиспленией) для которой характерны:
- короткие горизонтальные бронхи;
- оба легких имеют по две доли;
- два левых предсердия;
- срединное положение печени;
- многочисленные селезёнки (полиспления);
- прерванная нижняя полая вена.

Двусторонняя правосторонность (также называемая правый изомеризм, гетеротаксия с аспленией) для которой характеры:
- длинные вертикальные бронхи;
- оба легких имеют по три доли;
- два правых предсердия;
- срединное положение печени;
- отсутствие селезёнки (аспления).